# Monumenti romani, cattedrale di San Pietro e chiesa di Nostra Signora a Treviri
Il complesso dei monumenti romani, cattedrale di San Pietro e chiesa di Nostra Signora a Treviri è un insieme di edifici di Treviri, in Germania, riconosciuto patrimonio dell'umanità dall'UNESCO nel 1986. È costituito dai monumenti di origine romana, dal duomo della città dedicato a San Pietro, dalla chiesa di Nostra Signora e dalla colonna di Igel (nel vicino comune di Igel).
La città di Augusta Treverorum (oggi Treviri), fondata nel 16 a.C., affascina con una gran quantità di edifici e monumenti romani di ottima fattura. Nell'elenco sono state inserite anche costruzioni cristiane di origine medievale.
Il 1º ottobre 2009 venne coniata a memoria di questo riconoscimento una moneta d'oro con la scritta: UNESCO Welterbe – Römische Baudenkmäler, Dom und Liebfrauenkirche in Trier, cioè «Patrimonio UNESCO – Monumenti romani, duomo e chiesa di Nostra Signora a Treviri.»

## Beni riconosciuti
I seguenti beni culturali siti a Treviri e dintorni sono stati riconosciuti come patrimonio dell'umanità dall'UNESCO:
- Edifici romani :
  - Anfiteatro romano di Treviri
  - Terme di Barbara[1]
  - Terme imperiali
  - Basilica Palatina di Costantino
  - Porta Nigra
  - Ponte romano di Treviri
  - Colonna di Igel (ad Igel)
- Monumenti medievali:
  - Duomo di Treviri
  - Liebfrauenkirche

## Galleria d'immagini

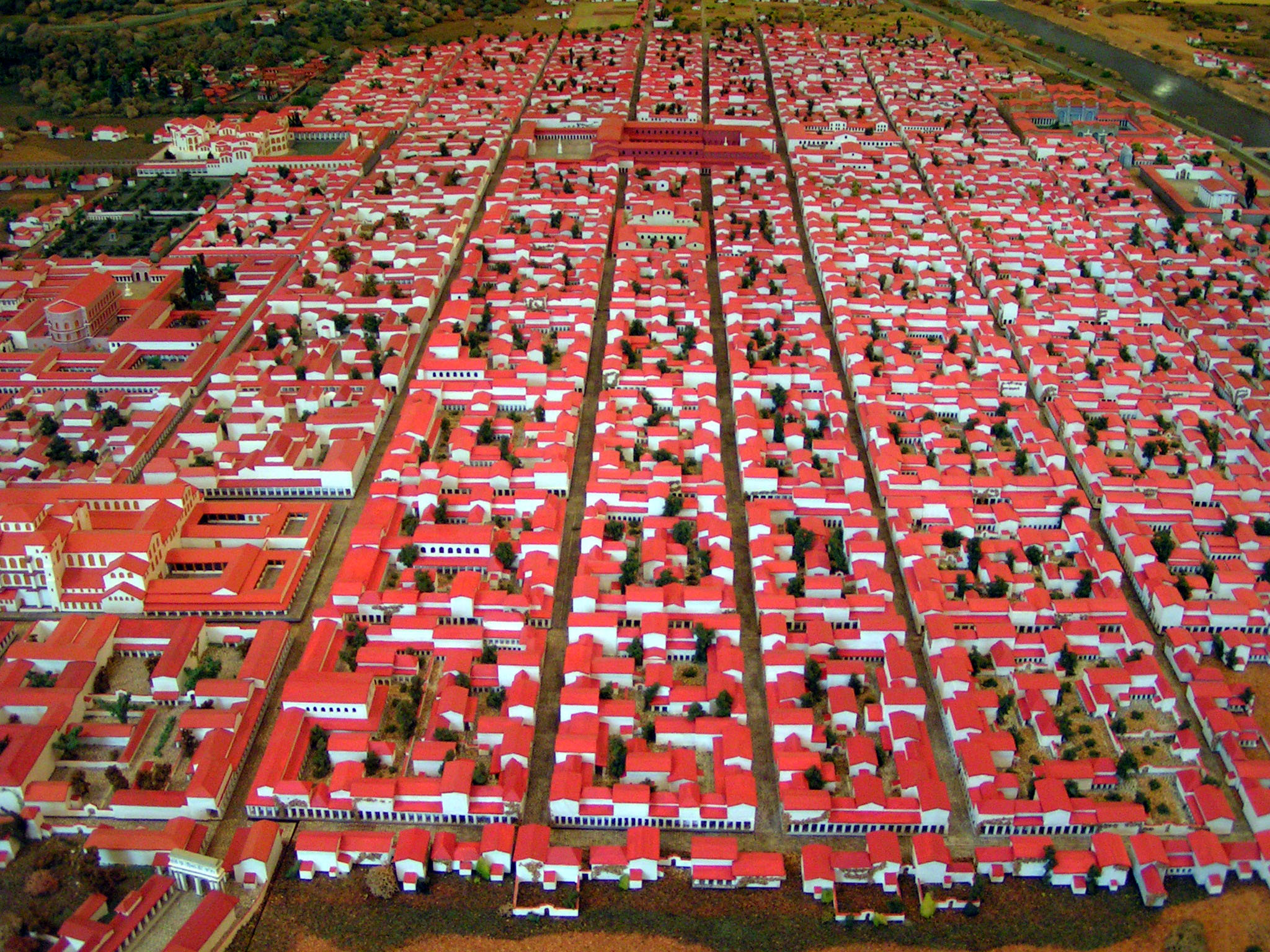
Modello della città di Treviri verso il 360/370 - Rheinischen Landesmuseum Trier ad opera di Joachim Woditsch
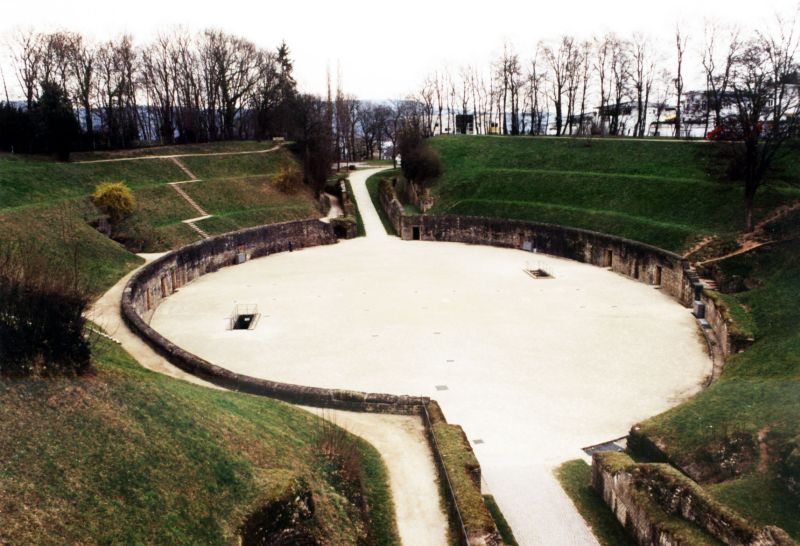
Anfiteatro romano
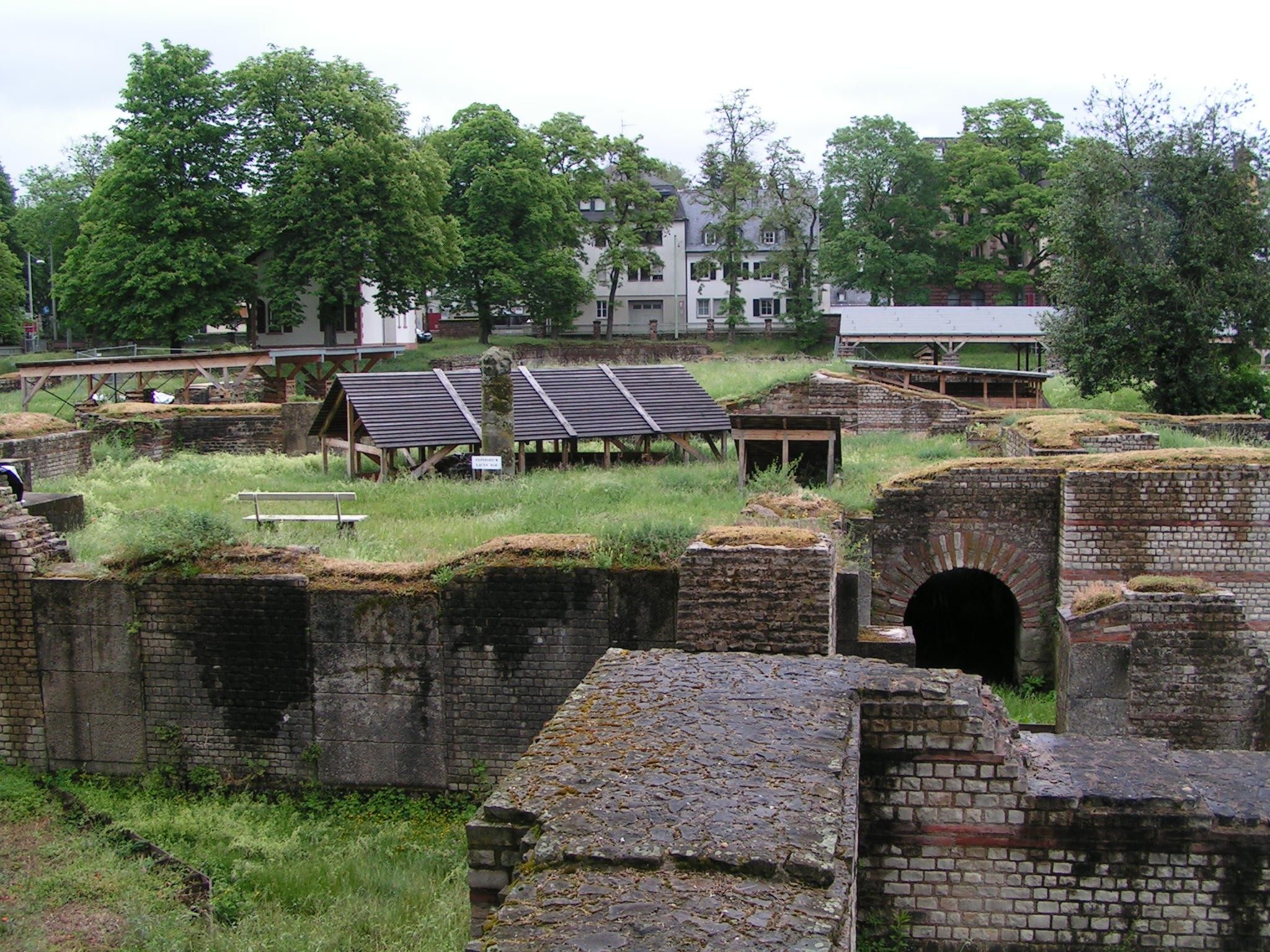
Terme di Barbara
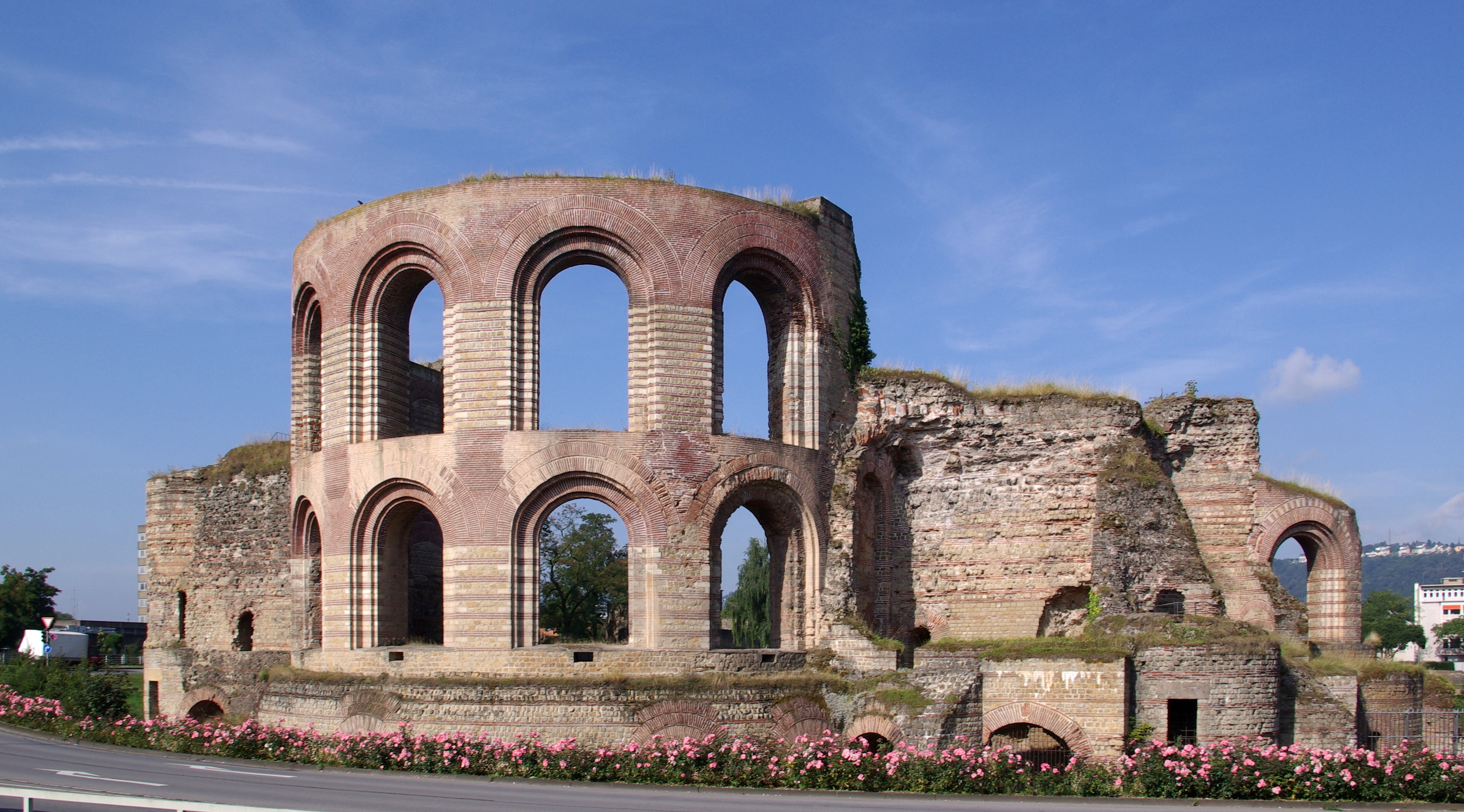
Terme imperiali
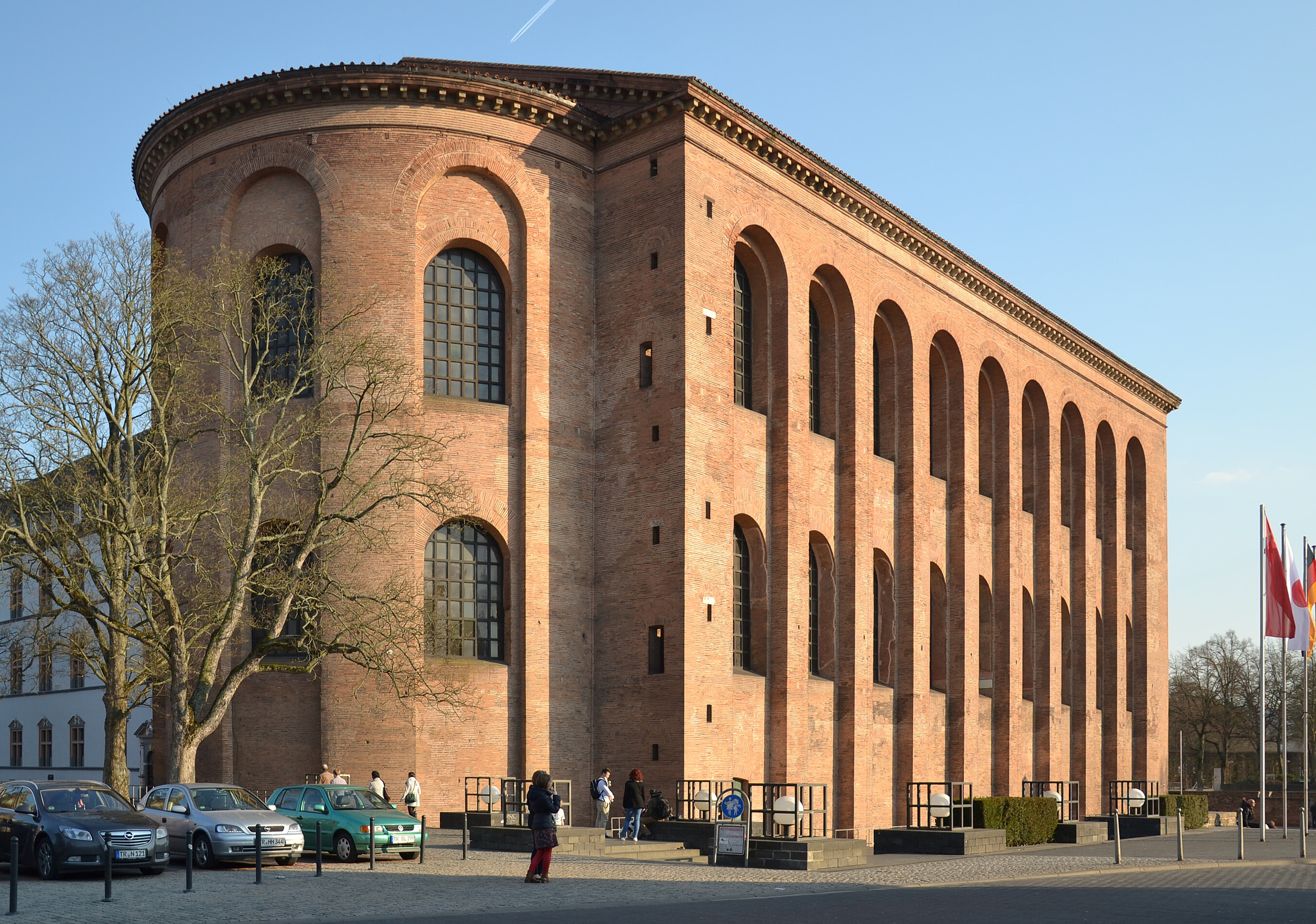
Basilica Palatina di Costantino
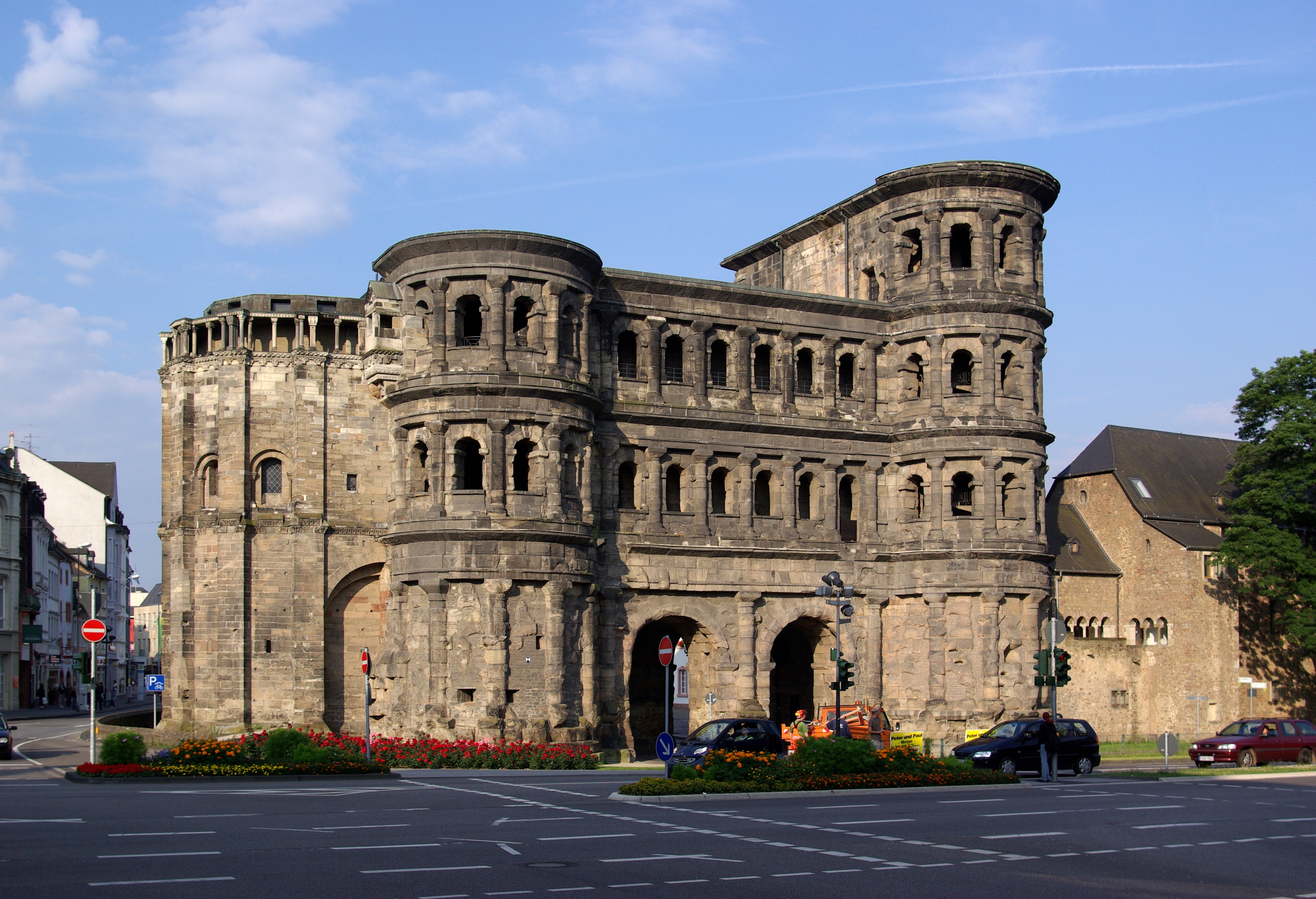
Porta Nigra
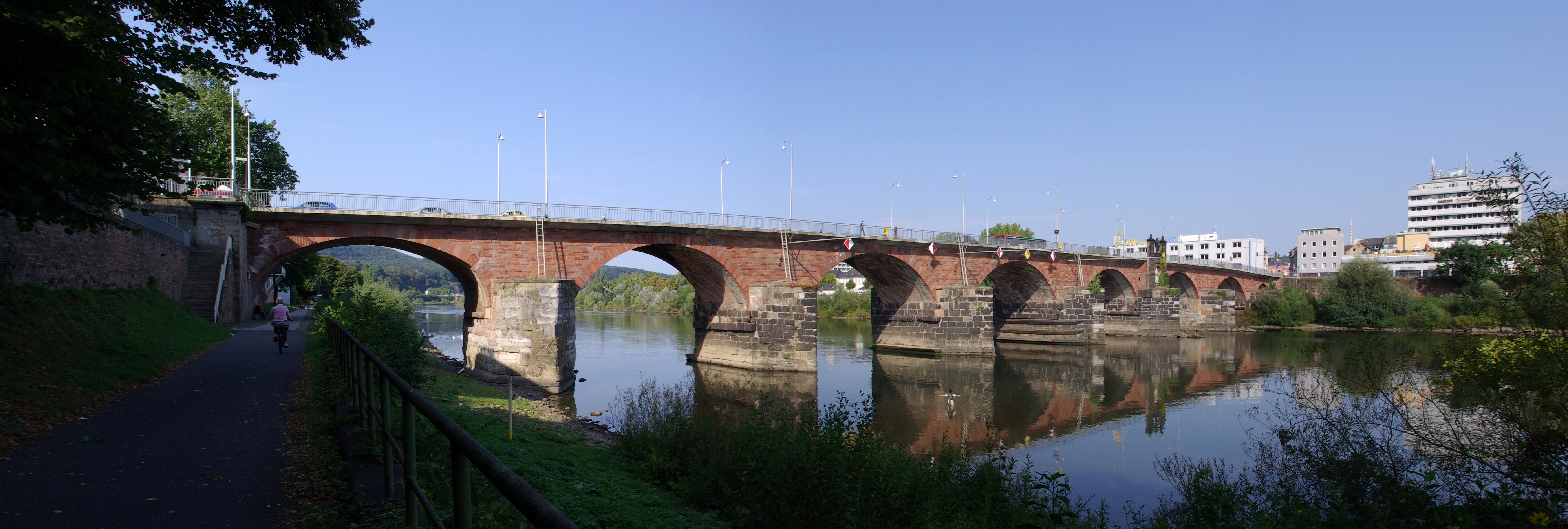
Ponte romano
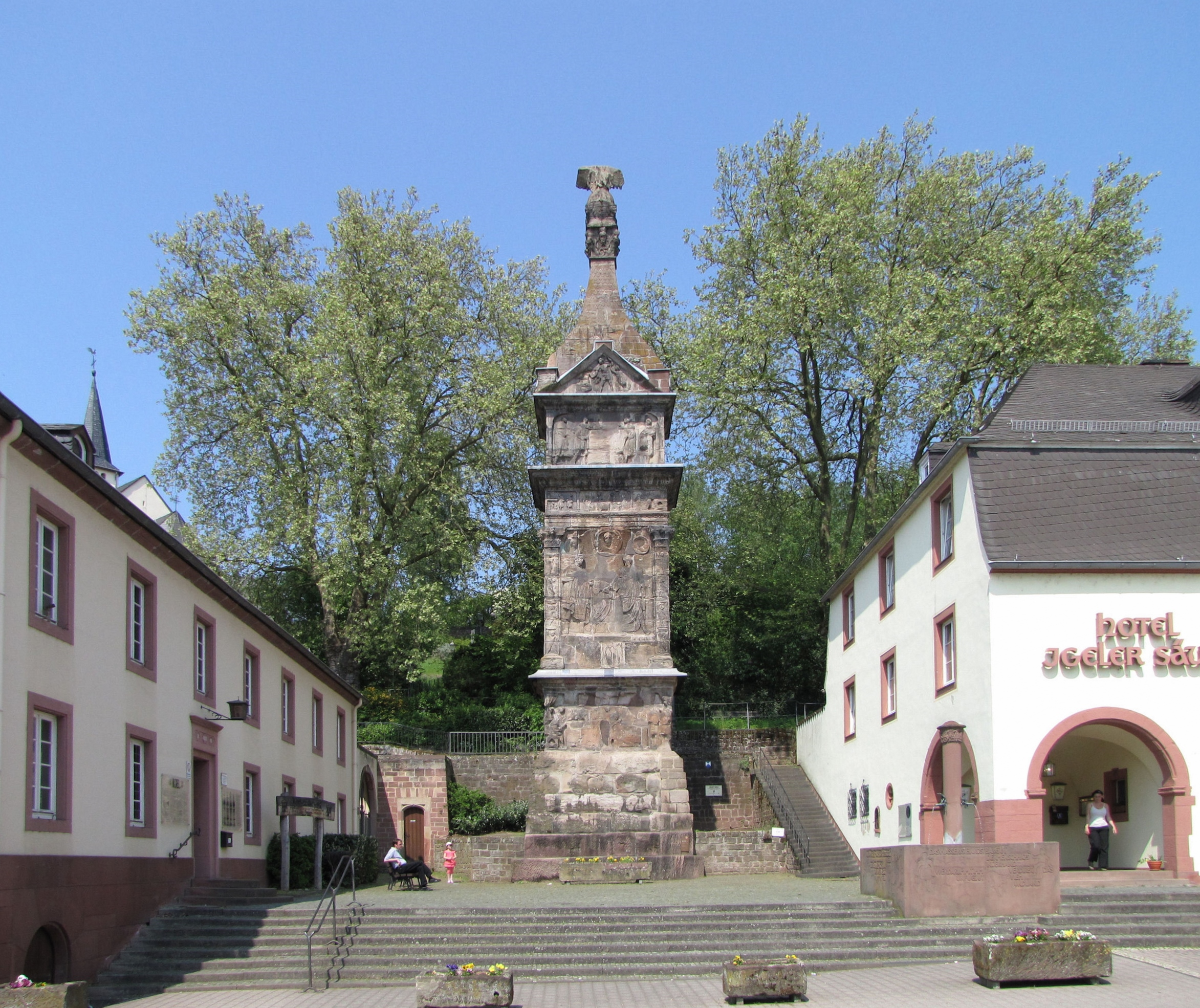
Colonna di Igel
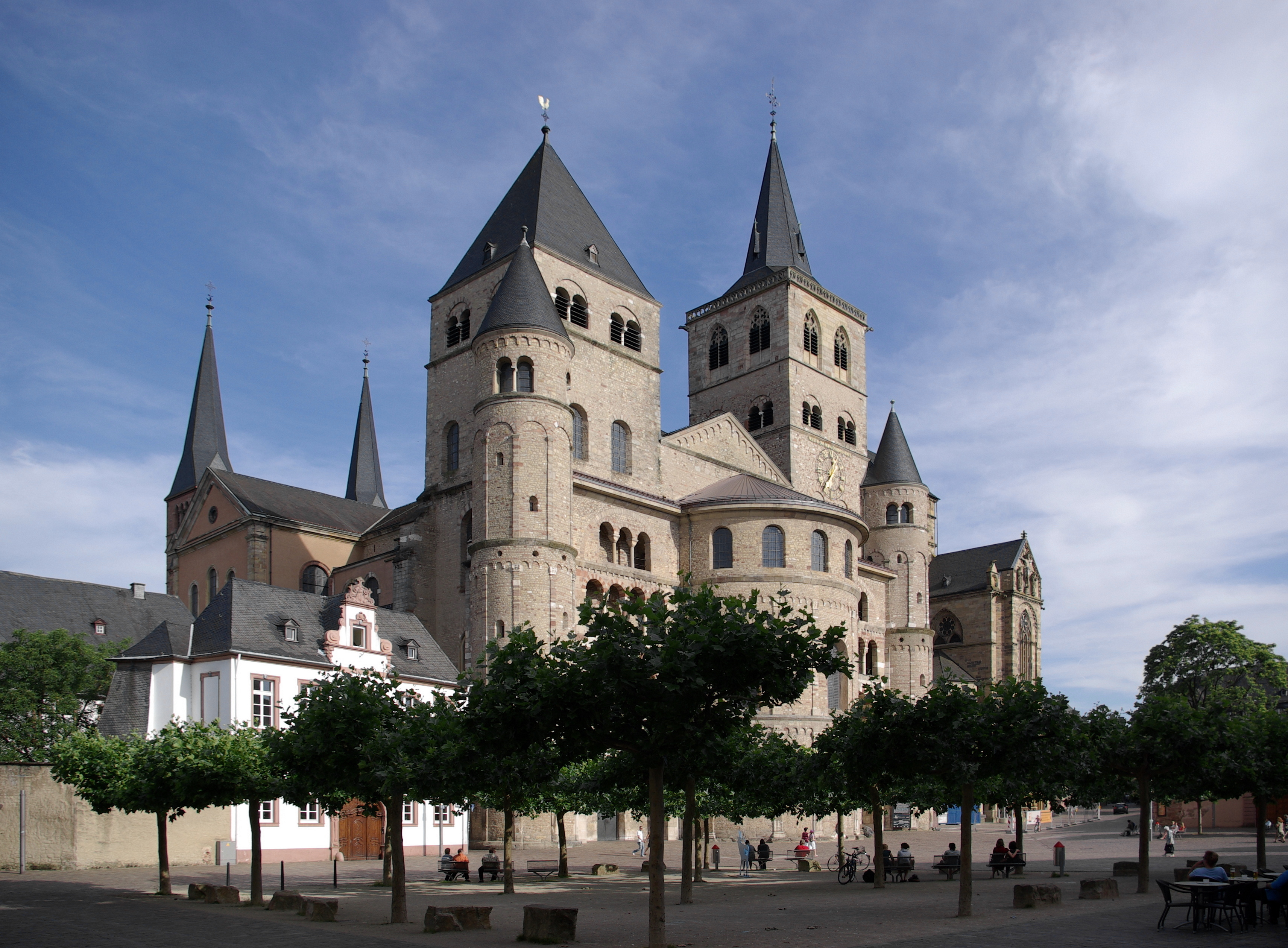
Il Duomo di Treviri
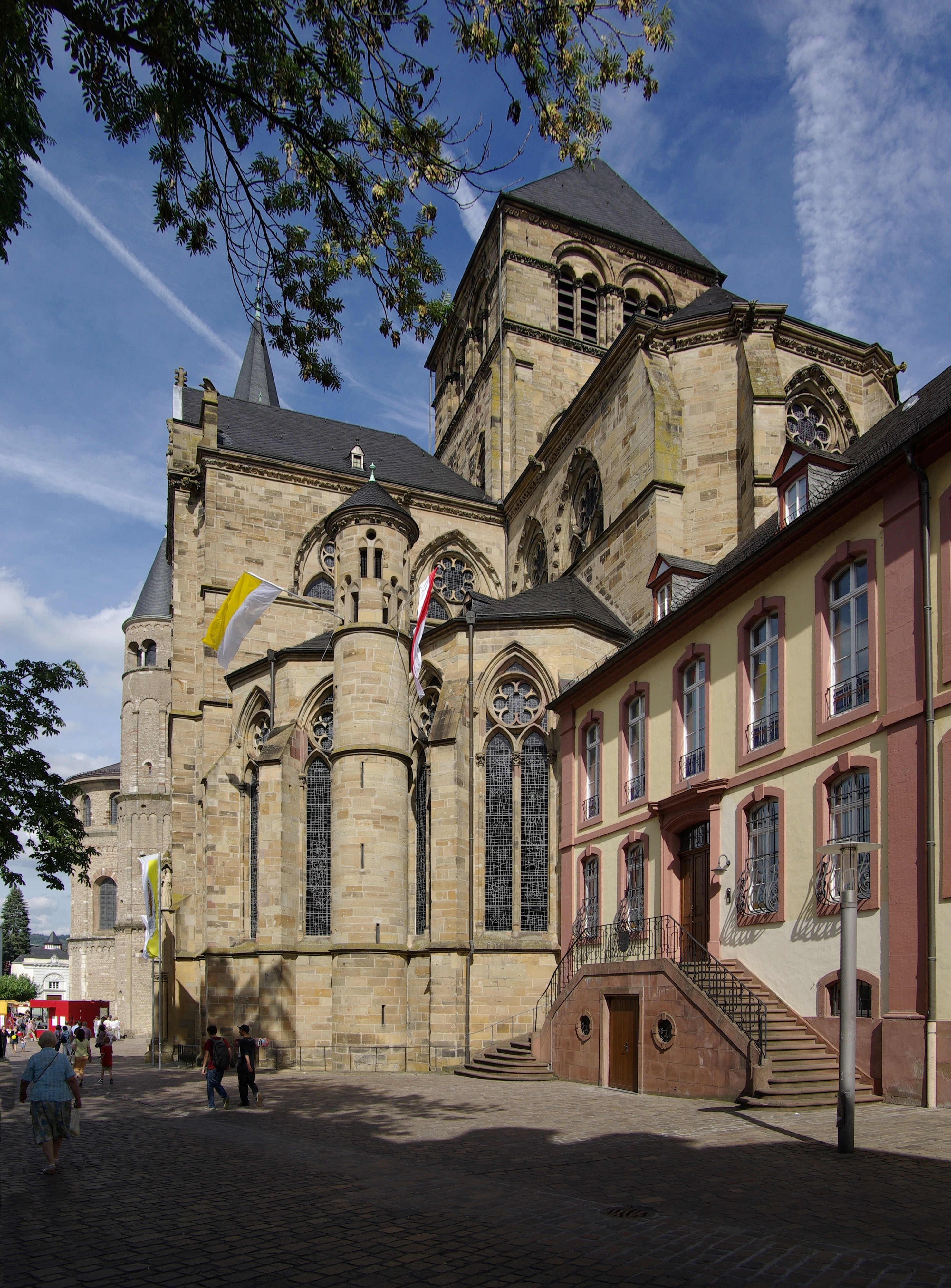
La Chiesa di Nostra Signora (Liebfrauenkirche)